# Veruela
Veruela (Bayan ng Veruela) är en kommun i Filippinerna. Kommunen ligger på ön Mindanao, och tillhör provinsen Agusan del Sur. Folkmängden uppgår till 43 706 invånare år 2015.

## Barangayer
Veruela är indelat i 21 barangayer.
| - Binongan - Del Monte - Don Mateo - La Fortuna - Limot - Magsaysay - Masayan - Poblacion - Sampaguita - San Gabriel | - Santa Emelia - Sinobong - Anitap - Bacay II - Caigangan - Candiis - Katipunan - Santa Cruz - Sawagan - Sisimon |